# Cluster Munition Coalition

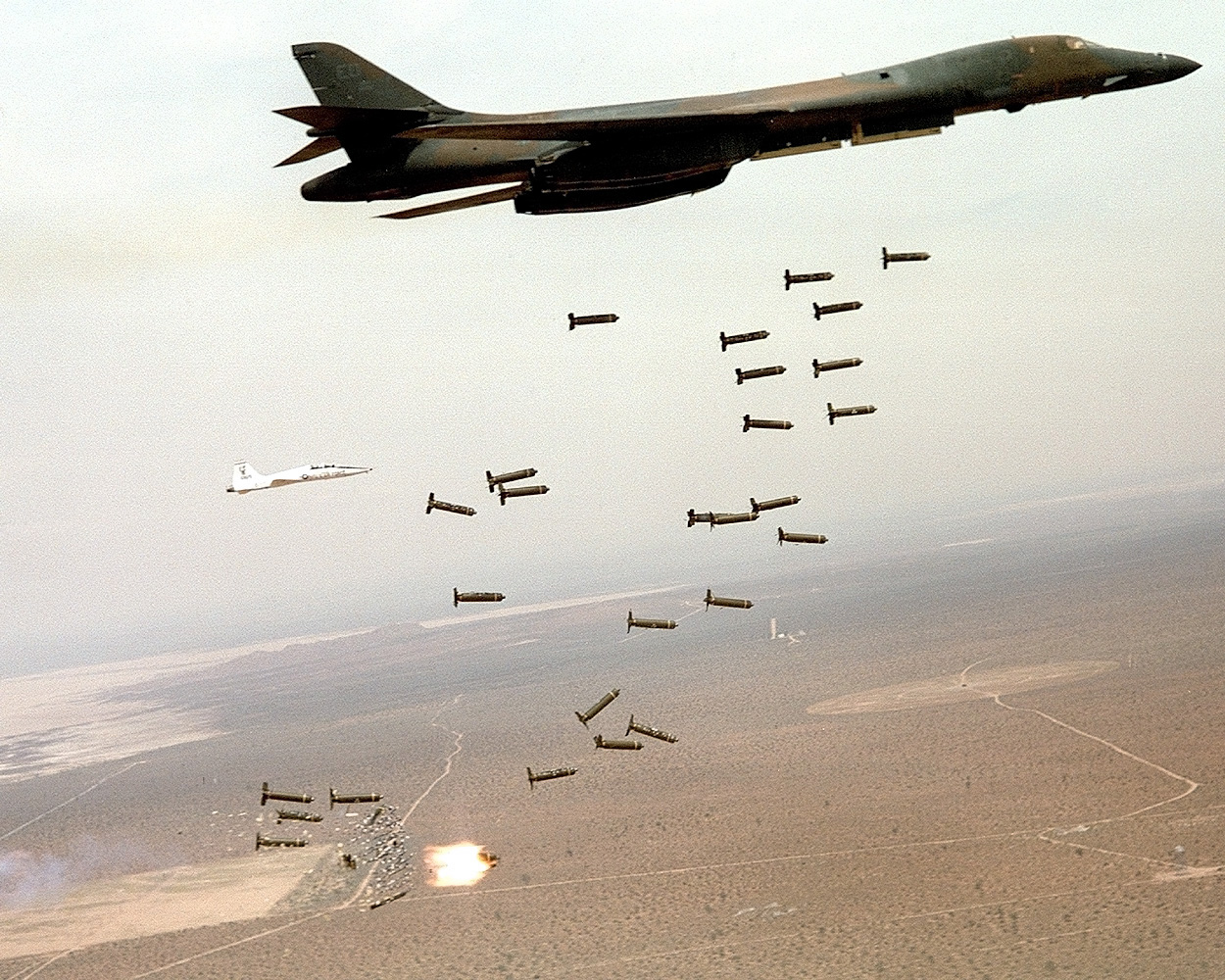
Um B-1 Lancer bombardeia uma área com bombas de dispersão.

A Coligação Contra as Bombas de dispersão, mais conhecida pela sigla CMC de Cluster Munition Coalition, é uma complexa organização não governamental da sociedade civil internacional, comprometida com a eliminação das bombas de dispersão, um tipo de arma que fez ao longo dos últimos anos uma grande quantidade de vítimas civis, que frequentemente tem efeitos indiscriminados, e que se encontra armazenado em enormes quantidades em mais de 70 países.
A Coligação foi formada em novembro de 2003, e é uma rede de organizações da sociedade civil, incluindo ONGs, grupos de pressão (lóbis), e organizações profissionais. Inclui organizações a nível mundial como a Amnistia Internacional, a Human Rights Watch, bem como organizações nacionais como a Sociedade Sueca de Paz e Mediação.